# C11H12
化学式C11H12（摩尔质量：144.22 g/mol，不饱和度为6）可指：
- 1-苯基环戊烯，CAS号：825-54-7
- 5-苯基-1-戊炔，CAS号：1823-14-9

|  | 这个同类索引页列出了具有相同分子式的化学物（即同分異構體）条目。 除非您是有意链接至本页，否则应将相应条目的内部链接指向正确的条目。 |